# Marktoberdorf
Marktoberdorf is een stad in de Duitse deelstaat Beieren. Het is de Kreisstadt van de Landkreis Ostallgäu. De stad telt 18.683 inwoners.

In Marktoberdorf is Fendt opgericht, een fabrikant van landbouwwerktuigen.

## Geografie
Marktoberdorf heeft een oppervlakte van 95,25 km² en ligt in het zuiden van Duitsland.
In de plaats ligt Schloss Oberdorf.

## Geboren
- Hermann Regner (1928-2008), componist, musicoloog, muziekpedagoog en dirigent
- Johann Mühlegg (1970), langlaufer
- Kevin Volland (1992), voetballer
- Tobias Pachonik (1995), voetballer
- Verena Wieder (2000), voetbalster

## Overleden
- Clemens Wenceslaus van Saksen (1739-1812), laatste keurvorst van Trier

### Foto's

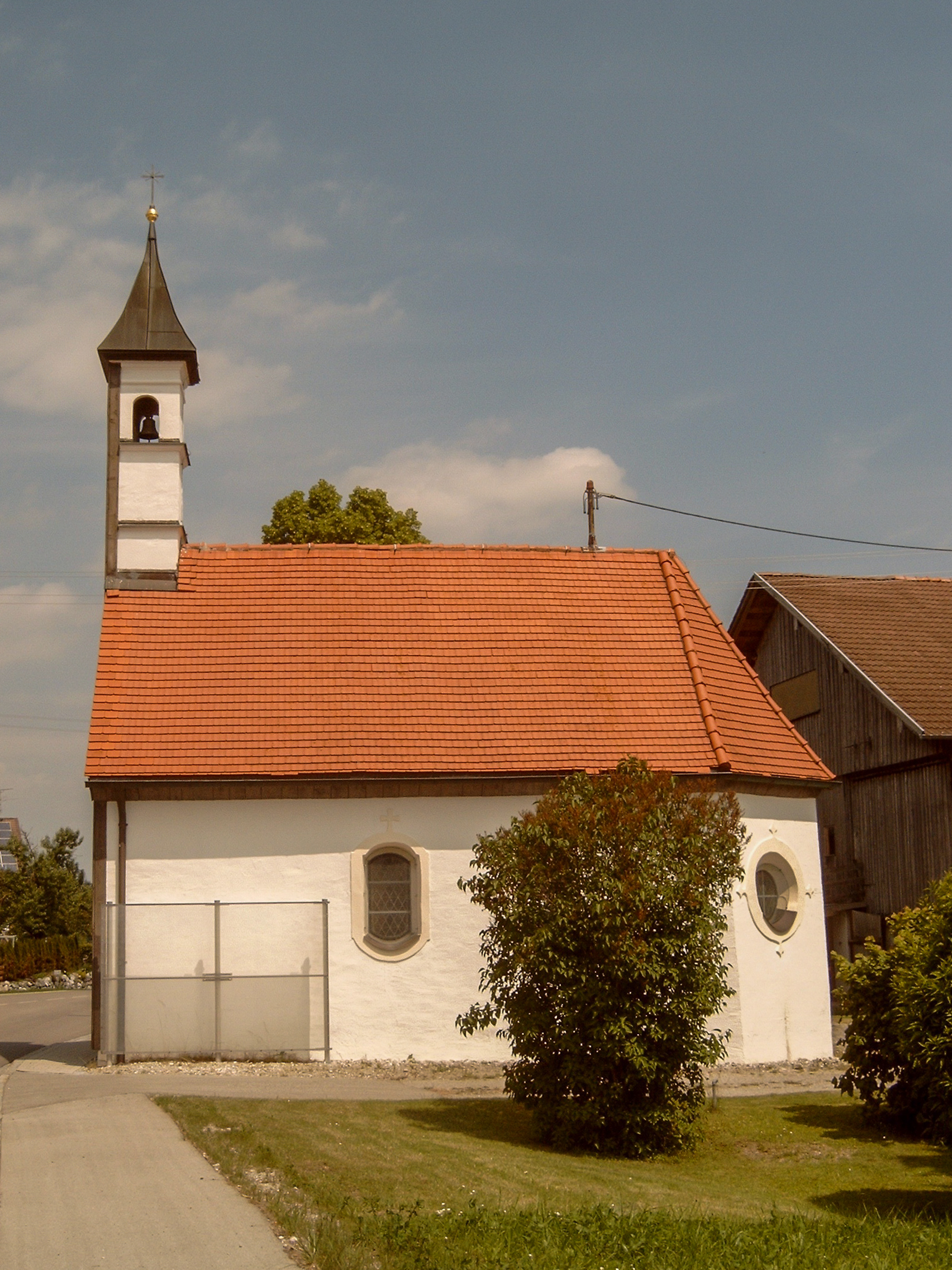
Balteratsried, kapel
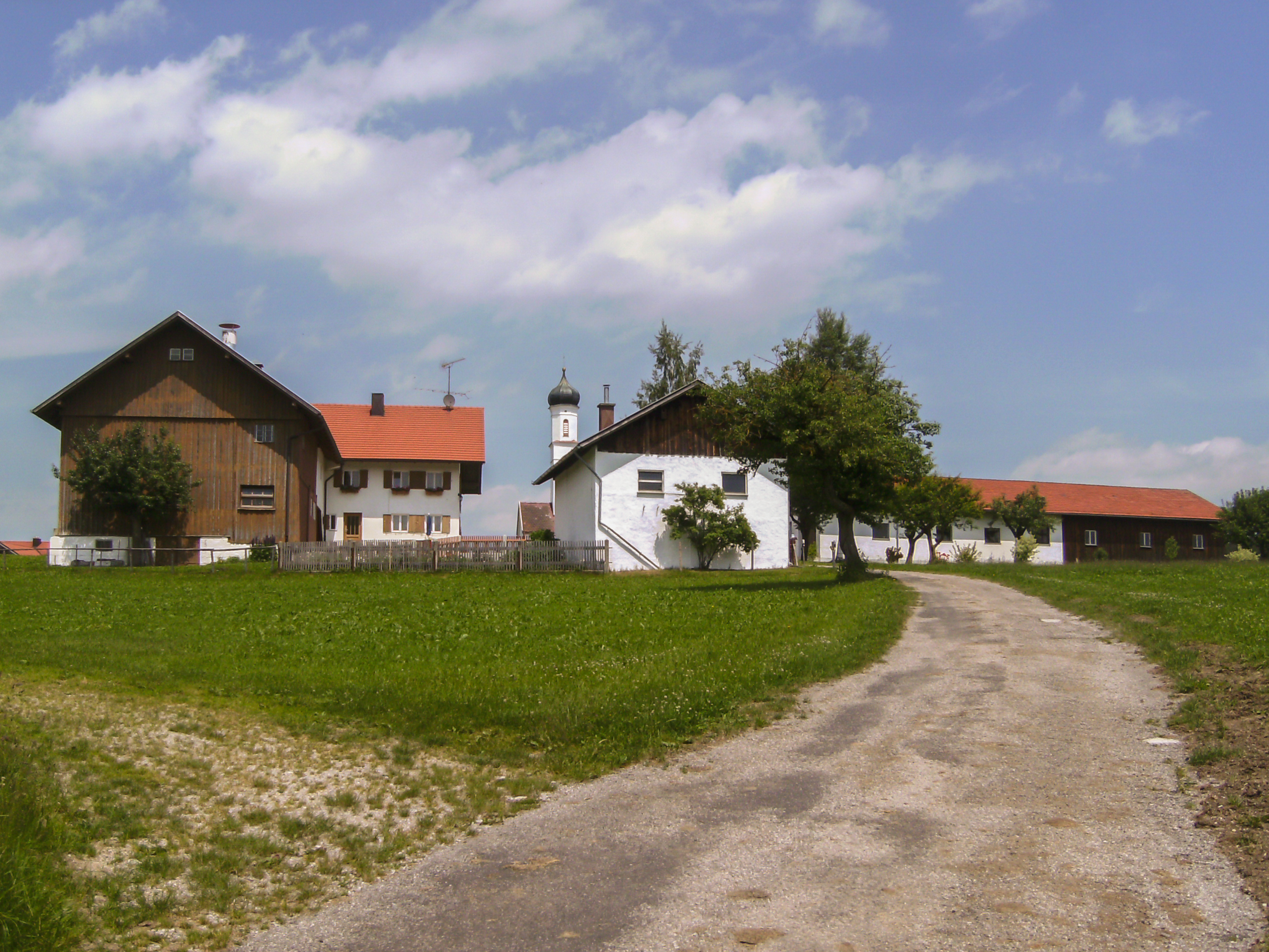
Kohlhunden, zicht op het dorp
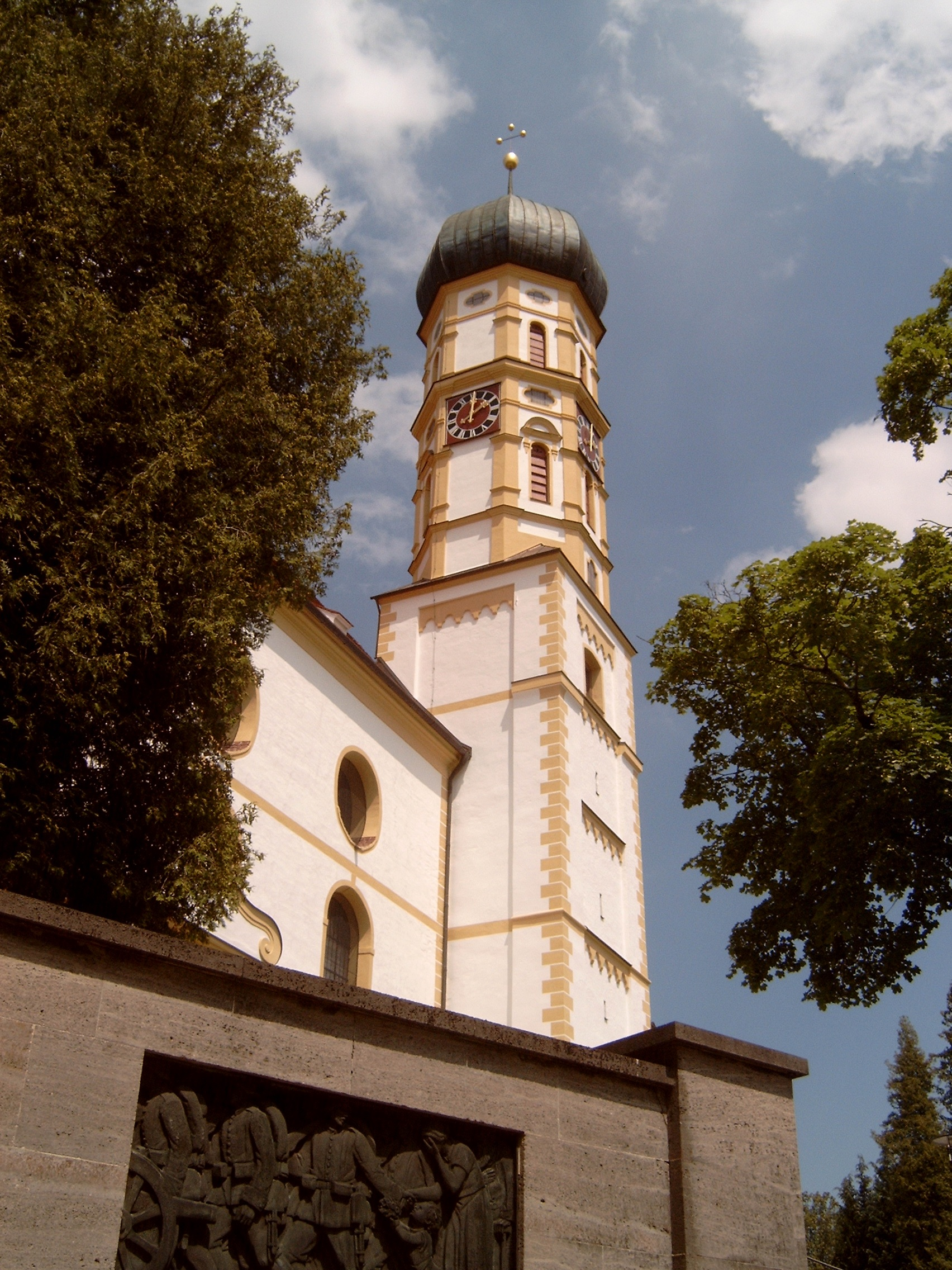
Marktoberdorf, kerk: Pfarrkirche Sankt Martin

Aitrang ·
Baisweil ·
Bidingen ·
Biessenhofen ·
Buchloe ·
Eggenthal ·
Eisenberg ·
Friesenried ·
Füssen ·
Germaringen ·
Görisried ·
Günzach ·
Halblech ·
Hopferau ·
Irsee ·
Jengen ·
Kaltental ·
Kraftisried ·
Lamerdingen ·
Lechbruck a.See ·
Lengenwang ·
Marktoberdorf ·
Mauerstetten ·
Nesselwang ·
Obergünzburg ·
Oberostendorf ·
Osterzell ·
Pforzen ·
Pfronten ·
Rettenbach a.Auerberg ·
Rieden ·
Rieden am Forggensee ·
Ronsberg ·
Roßhaupten ·
Rückholz ·
Ruderatshofen ·
Schwangau ·
Seeg ·
Stötten a.Auerberg ·
Stöttwang ·
Unterthingau ·
Untrasried ·
Waal ·
Wald ·
Westendorf